# Collegio uninominale Marche - 02 (Camera dei deputati 2020)
Il collegio elettorale uninominale Marche 02 è un collegio elettorale uninominale della Repubblica Italiana per l'elezione della Camera dei deputati.

## Territorio
Come previsto dalla legge n. 51 del 27 maggio 2019, il collegio è stato definito tramite decreto legislativo all'interno della circoscrizione Marche.
È formato dal territorio dell'intera provincia di Macerata (55 comuni) e da 4 comuni della provincia di Ancona: Castelfidardo, Loreto, Numana e Sirolo.
Il collegio è parte del Collegio plurinominale Marche - 01.

## Eletti
| Elezione | Elezione | Deputato       | Partito |
| -------- | -------- | -------------- | ------- |
|          | 2022     | Giorgia Latini | Lega    |

## Dati elettorali

### XIX legislatura
Come previsto dalla legge elettorale, 147 deputati sono eletti con sistema a maggioranza relativa in altrettanti collegi uninominali a turno unico.
| Candidati                                 | Candidati                | Voti    | %     | Liste                                 | Voti    | %     |
| ----------------------------------------- | ------------------------ | ------- | ----- | ------------------------------------- | ------- | ----- |
|                                           | Giorgia Latini ✔️ Eletto | 86 214  | 49,05 | Fratelli d'Italia                     | 56 562  | 32,18 |
| Lega per Salvini Premier                  | Giorgia Latini ✔️ Eletto | 86 214  | 49,05 | 14 472                                | 8,23    |       |
| Forza Italia                              | Giorgia Latini ✔️ Eletto | 86 214  | 49,05 | 13 472                                | 7,66    |       |
| Noi moderati/Lupi - Toti - Brugnaro - UDC | Giorgia Latini ✔️ Eletto | 86 214  | 49,05 | 1 708                                 | 0,97    |       |
|                                           | Fulvio Esposito          | 40 866  | 23,25 | Partito Democratico-IDP               | 30 822  | 17,54 |
| Alleanza Verdi e Sinistra                 | Fulvio Esposito          | 40 866  | 23,25 | 5 333                                 | 3,03    |       |
| +Europa                                   | Fulvio Esposito          | 40 866  | 23,25 | 3 866                                 | 2,20    |       |
| Impegno Civico - Centro Democratico       | Fulvio Esposito          | 40 866  | 23,25 | 845                                   | 0,48    |       |
|                                           | Mirella Emiliozzi        | 21 920  | 12,47 | Movimento 5 Stelle                    | 21 920  | 12,47 |
|                                           | Mariano Calamita         | 13 178  | 7,50  | Azione - Italia Viva - Calenda        | 13 178  | 7,50  |
|                                           | Katjuscia Delmonte       | 4 831   | 2,75  | Italexit                              | 4 831   | 2,75  |
|                                           | Alessandra Perugini      | 2 560   | 1,46  | Italia Sovrana e Popolare             | 2 560   | 1,46  |
|                                           | Simone Marincioni        | 2 187   | 1,24  | Unione Popolare                       | 2 187   | 1,24  |
|                                           | Daniele Cardinali        | 1 773   | 1,01  | Partito Comunista Italiano            | 1 773   | 1,01  |
|                                           | Alessandra Contigiani    | 1 496   | 0,85  | Vita                                  | 1 496   | 0,85  |
|                                           | Clara Ferranti           | 738     | 0,42  | Alternativa per l'Italia (PdF - Exit) | 738     | 0,42  |
| Totale                                    | Totale                   | 175 763 | 100   |                                       | 175 763 | 100   |
|                                           |                          |         |       |                                       |         |       |
| Schede bianche                            | Schede bianche           | 3 187   | 1,73  |                                       |         |       |
| Schede nulle                              | Schede nulle             | 5 178   | 2,81  |                                       |         |       |
| Votanti                                   | Votanti                  | 184 128 | 68,61 |                                       |         |       |
| Elettori                                  | Elettori                 | 268 356 |       |                                       |         |       |